# Elaphoglossum cocosense
Elaphoglossum cocosense är en träjonväxtart som beskrevs av John T. Mickel. Elaphoglossum cocosense ingår i släktet Elaphoglossum och familjen Dryopteridaceae. Inga underarter finns listade.